# لوئیس ژونیور (بازیکن فوتبال، زاده ۱۹۸۹)
لوئیس مارتین ژونیور (زادهٔ ۱۳ ژانویهٔ ۱۹۸۹) یک بازیکن فوتبال برزیلی تبار اهل قطر است.

## باشگاهی
از باشگاه‌هایی که در آن بازی کرده‌ است می‌توان به الدحیل اشاره کرد.

## تیم ملی
وی همچنین در تیم ملی فوتبال قطر بازی کرده است.